# 로스토키노역
로스토키노역(러시아어: Ростокино)은 모스크바 지하철 모스크바 중앙 순환선의 역이다. 역명은 당초 "야로슬랍스카야"로 계획했다가 2016년 8월 로스토키노 구역에 위치하여 로스토키노로 변경되었다.

## 지리
로스토키노 역은 야로슬랍스키 지역과 로스토키노 지역 간의 경계상에 위치하고 있으며, 세계 전시장 근처에 있다.

## 사진

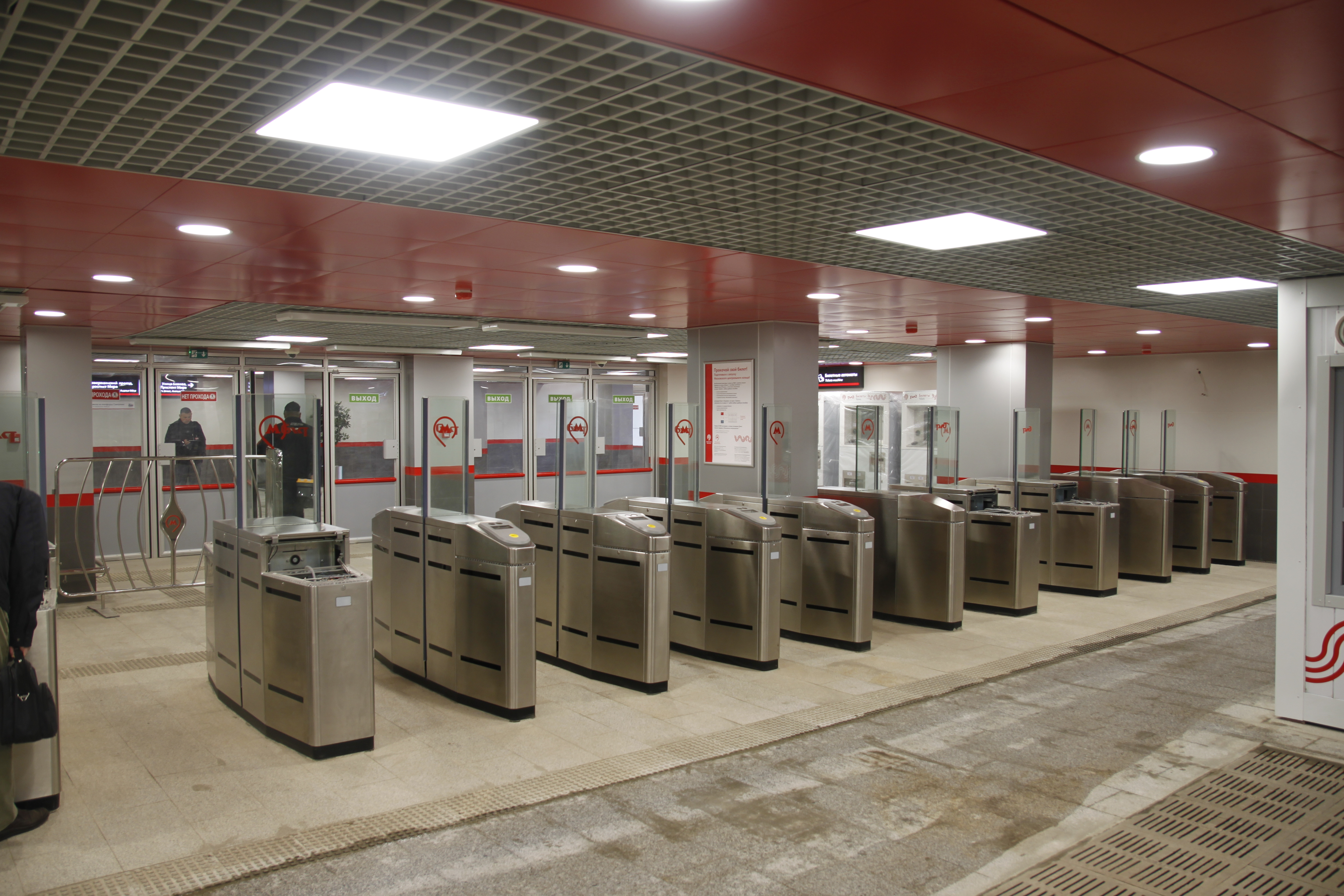
게이트